# Yasuo Fukuda
Pour les articles homonymes, voir Fukuda.
Yasuo Fukuda (福田 康夫, Fukuda Yasuo), né le 16 juillet 1936 à Takasaki, ville de la préfecture de Gunma, est un homme d'État japonais. Fils de l'ancien Premier ministre Takeo Fukuda, il est lui-même président du Parti libéral-démocrate (PLD) du 23 septembre 2007 au 22 septembre 2008 et Premier ministre du Japon du 26 septembre 2007 au 24 septembre 2008.

## Biographie

### Origines, formation et carrière professionnelle

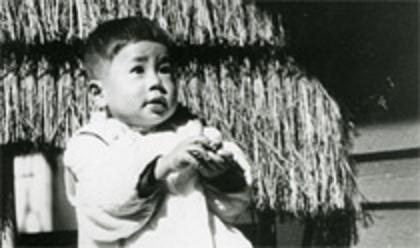
Yasuo Fukuda enfant

Fils aîné de l'ancien Premier ministre Takeo Fukuda (1976 – 1978), Yasuo Fukuda nait à Takasaki dans la préfecture de Gunma d'où est originaire sa famille, puis il grandit dans l'arrondissement tokyoïte de Setagaya où ses parents résident, son père étant alors un haut fonctionnaire du ministère des Finances. Il y fréquente notamment le très réputé établissement secondaire privé pour garçons d'Azabu.
Il sort diplômé en sciences économiques de l'université Waseda en 1959 pour devenir alors l'un de ces salarymen typiques de la population active japonaise, en travaillant jusqu'à l'âge de 40 ans dans le grand groupe pétrolier japonais Maruzen Petroleum, dont deux années aux États-Unis de 1962 à 1964. Il y monte petit à petit les échelons jusqu'à devenir chef de section.
Lorsque son père accède au poste de Premier ministre en 1976, il devient son secrétaire particulier, aux côtés notamment de Jun'ichirō Koizumi, et le reste jusqu'à son départ du pouvoir en 1978. Il retourne ensuite dans le privé, au sein de l'Institut Kinzai, qui gère des affaires financières, et en est ainsi le directeur de 1978 à 1986 puis son administrateur de 1986 à 1989.

### Carrière politique
Yasuo Fukuda entre plutôt tardivement en politique, à 54 ans. Il est élu pour la première fois à la Diète en 1990 sous l'étiquette du parti au pouvoir (PLD) lors de la retraite politique de son père, dans le 3e district de Gunma puis, à partir de la réforme de la carte électorale de 1996, dans le 4e qui comprend notamment sa ville natale de Takasaki.
Au sein du PLD, il est membre du Seiwa Seisaku Kenkyūkai (清和政策研究会) ou « Conseil pour la nouvelle politique Seiwa », la plus importante des factions internes au parti, fondée en 1979 par son père et actuellement connue sous le nom de « faction Machimura » car dominée depuis 2006 par Nobutaka Machimura après l'avoir été entre 1998 et 2006 par Yoshirō Mori. Toutefois, comme le veut la tradition, à la suite de son élection à la tête du parti en 2007 il n'est désormais plus membre de cette faction.
Durant ses premières années en politique, il s'intéresse essentiellement aux dossiers concernant la politique étrangère. Il est ainsi directeur de la Commission des affaires étrangères à la Chambre des représentants de juin 1992 à octobre 1999, ainsi que vice-ministre parlementaire auprès du ministre des Affaires étrangères du Cabinet de Tomiichi Murayama, à savoir Yōhei Kōno, du 8 août 1995 au 11 janvier 1996 et enfin directeur de la Division des affaires étrangères du PLD à partir de novembre 1995.

#### Secrétaire général du Cabinet (2000-2004) et éminence grise deJun'ichirō Koizumi

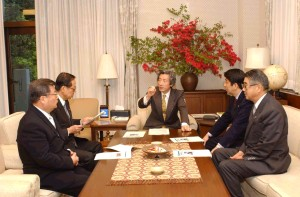
Fukuda avec Jun'ichirō Koizumi, Shinzō Abe, Kōsei Ueno et Teijirō Furukawa le 26 avril 2002.

Il exerce la fonction de secrétaire général du Cabinet, une fonction ministérielle ayant rang de ministre d'État qui consiste à la fois à diriger les services administratifs du gouvernement ainsi que sa communication et son service de presse, et donc à en être le porte-parole, du 27 octobre 2000 au 7 mai 2004 sous les Premiers ministres Yoshirō Mori et Jun'ichirō Koizumi. Il sera également ministre d'État chargé de l'Égalité des sexes du 6 janvier 2001 au 7 mai 2004.
Dans ce poste clé mais aux attributions mal définies, Yasuo Fukuda fait alors figure d'éminence grise du Premier ministre Jun'ichirō Koizumi, dont le mentor en politique n'était autre que le père de Fukuda, et intervient en sous main aussi bien en politique intérieure que dans les dossiers diplomatiques, à un tel point qu'il est alors surnommé le « ministre des Affaires étrangères de l'ombre » (影の外務大臣, Kage no Gaimu Daijin). Il se fait remarquer pour son sens du consensus et tente de réchauffer les relations avec la Chine populaire et la Corée du Sud, mises à mal après les visites du Premier ministre au sanctuaire Yasukuni ou encore les scandales à répétition concernant la parution de livres d'histoire révisionnistes minimisant les exactions commises par le Japon pendant la guerre. Il a toutefois lui-même créé une véritable levée de boucliers aussi bien au Japon que dans ces deux pays pour avoir déclaré que « en fonction de la situation mondiale, des circonstances et de l'opinion publique, le Japon pourrait être amené à posséder des armes nucléaires ». Il a dû alors retirer rapidement ses propos.
Il dut démissionner le 7 mai 2004 après avoir reconnu qu'il avait négligé, de manière non délibérée, de faire certains paiements obligatoires au système de retraite nationale, pour une durée correspondant à 37 mois entre février 1990 et septembre 1992 puis d'août à décembre 1995. Ce scandale, qui touchait alors également 9 autres membres du Cabinet (dont 2 qui refusèrent de démissionner), intervint au moment où le gouvernement tentait justement de rassurer les contribuables vis-à-vis d'un système de pension de plus en plus critiqué du fait du vieillissement de la population. Il est toutefois le secrétaire général du cabinet à être resté le plus longtemps en charge jusqu'à ce que ce record soit battu en juillet 2016 par Yoshihide Suga.

#### La conquête lente et tardive du PLD

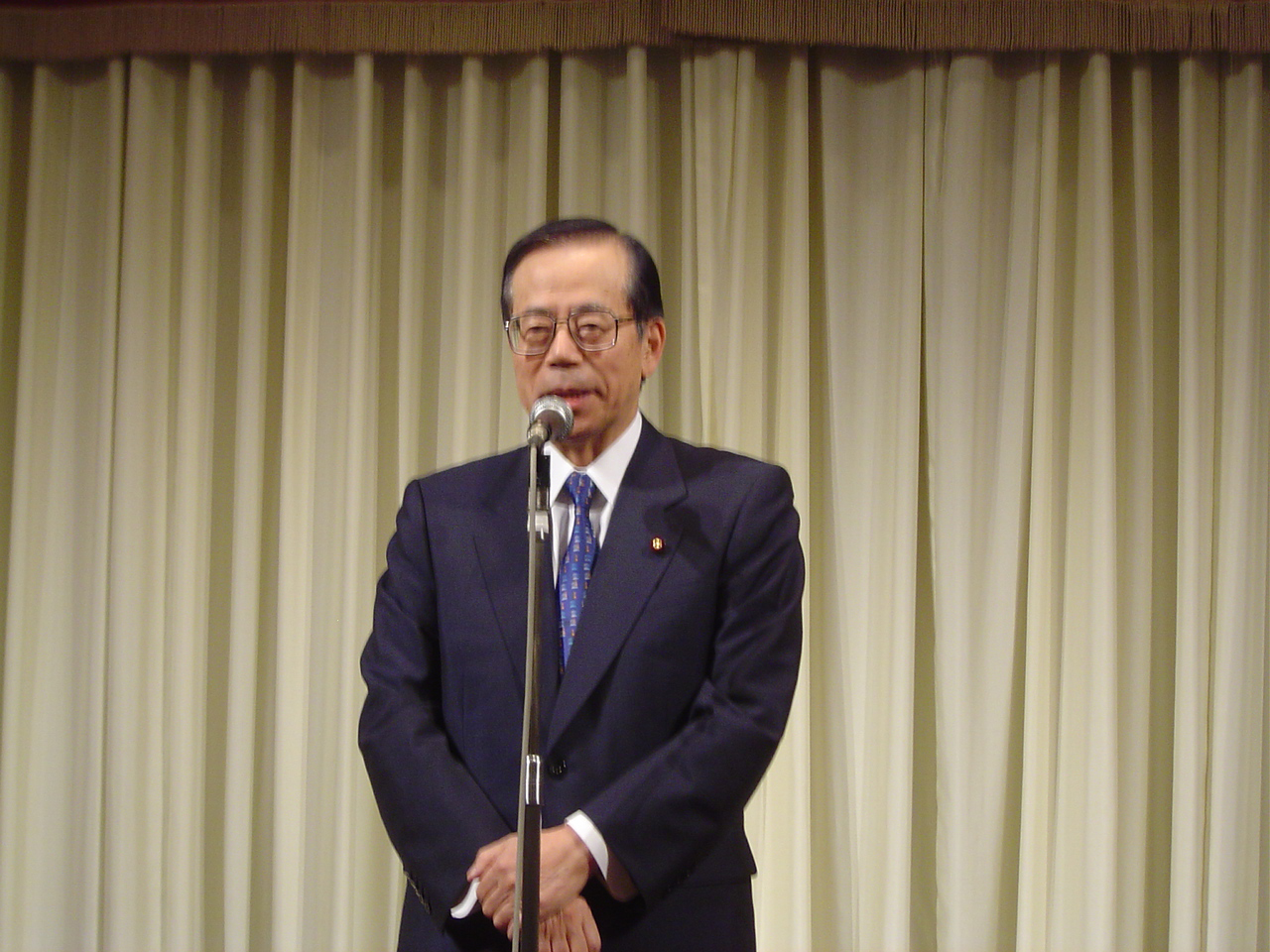
Yasuo Fukuda à un meeting de récolte de fond de soutiens en 2004

À la fin du mandat de Koizumi, il fait partie des favoris pour lui succéder à la tête du PLD et du gouvernement. Mais il ne se présente pas face au futur Premier ministre Shinzō Abe –  soutenu, il est vrai, par Koizumi lui-même.
Il prend toutefois régulièrement la parole par la suite pour marquer son désaccord vis-à-vis des visites controversées du Premier ministre au sanctuaire Yasukuni, alors que celles-ci ont été nombreuses et régulières sous Jun'ichirō Koizumi.
Après la démission de Shinzō Abe, en raison de scandales politiques à répétition, le 12 septembre 2007, Fukuda déclare finalement sa candidature à l'élection du chef du Parti libéral-démocrate. Le PLD étant majoritaire à la chambre basse, le nouveau président du parti est alors assuré de devenir Premier ministre du Japon.
Il est soutenu par les ministres des Finances et des Affaires étrangères sortants, respectivement Fukushiro Nukaga et Nobutaka Machimura, deux figures importantes dans le jeu des factions internes au parti, mais surtout par Jun'ichirō Koizumi qui reste encore très populaire et garde une grande influence sur les adhérents directs. Il bat donc sans véritable mal le nationaliste et populiste Tarō Asō (qui est minoritaire dans son propre camp) et devient le 23 septembre président du PLD, par 330 voix contre 197. Son élection est vue comme le retour à une façon plus traditionnelle de faire de la politique au Japon, à savoir une gestion consensuelle et modérée entre les différentes factions, par opposition aux chefs charismatiques et populistes qui avaient réussi à s'en affranchir, à l'instar de Jun'ichirō Koizumi puis Shinzō Abe.

#### Premier ministre du Japon (2007-2008)
Le 25 septembre 2007, Fukuda est élu par 338 voix contre 117 par la chambre basse, où son parti a à lui seul la majorité absolue depuis les élections législatives de 2005, au poste de Premier ministre alors que dans le même temps le chef du Parti démocrate du Japon (opposition de centre-gauche) Ichirō Ozawa est élu à la chambre haute par 133 voix contre 106.
Cependant, selon la Constitution du Japon, la Chambre des représentants a alors la priorité sur celle des Conseillers, et Yasuo Fukuda devient le 58e Premier ministre du Japon (il s'agit du 91e mandat de Premier ministre) et présente son gouvernement le même jour. Toutefois, le mandat de Yasuo Fukuda et de son administration ne commence officiellement que le lendemain, date de sa nomination par l'empereur.
Le 1er septembre 2008, il annonce sa démission quelques jours après celle de son gouvernement le 30 août, à quelques heures de l'annonce d'un remaniement. En effet, depuis quelques mois sa popularité était en perte de vitesse.

##### Politique étrangère

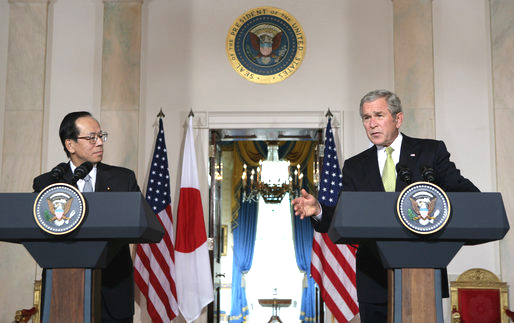
Yasuo Fukuda et le président américain George W. Bush à Washington le 16 novembre 2007

Yasuo Fukuda s'est fait élire sur un programme de réchauffement des relations diplomatiques avec la Chine populaire et la Corée du Sud afin de défendre la place du Japon dans la région Asie-Pacifique. Pour beaucoup, sa politique étrangère consiste en un retour en force de la doctrine Fukuda énoncée en 1977 par son père Takeo Fukuda, alors Premier ministre, à Manille, et qui est restée l'un des piliers de la diplomatie japonaise tout en étant quelque peu laissée de côté depuis le début des années 2000. Il s'agit de favoriser la paix et une « confiance mutuelle » entre les différents pays asiatiques. Yasuo Fukuda a particulièrement développé sa vision de la coopération dans la zone Asie-Pacifique lors d'un discours devant la 14e conférence internationale sur l'avenir de l'Asie le 22 mai 2008 à Tokyo, dans lequel il va plus loin que son père puisqu'il dit souhaiter une Asie « formant un réseau de pays dont l’océan Pacifique est la "mer intérieure" », comparant ainsi le Pacifique à la mer Méditerranée telle que décrite par Fernand Braudel.
Dans cette optique d'apaisement des relations avec les voisins du Japon, il annonce ainsi dès le départ qu'il ne se rendra pas au sanctuaire de Yasukuni et, le 15 août 2008, jour de la commémoration de la capitulation japonaise, il exprime publiquement des remords pour les souffrances causées par l'armée impériale aux pays asiatiques qu'elle a occupés durant la Seconde Guerre mondiale. Pour ce qui est de la république populaire de Chine, le pays de la région avec lequel la politique de Koizumi puis d'Abe avait causé le plus de problèmes, il reçoit, pour la seconde fois depuis 1949 et la première fois depuis 1998, le président chinois, Hu Jintao, en visite officielle au Japon. De plus, s'il a admis que la question tibétaine était un « problème international » et que la Chine en était « la principale responsable », il s'est toujours refusé à parler de boycott de la cérémonie d'ouverture des Jeux olympiques à laquelle il a finalement assisté.
Cette politique a en partie porté ses fruits, puisque plusieurs sujets sensibles ont connu depuis son arrivée au pouvoir une avancée considérable. Tout d'abord, en avril 2008, les dirigeants sud-coréens et japonais décident de coopérer afin de faire face au programme nucléaire nord-coréen. D'un autre côté, Tokyo et Pékin ont réussi à trouver un accord de coopération pour l'exploitation du champ gazier de Shirakaba (Chunxiao en chinois), situé en mer de Chine orientale et qui renfermerait des réserves de 63,8 millions de barils équivalent pétrole. Il s'agit alors d'un premier pas réalisé dans la résolution de l'opposition sino-japonaise à la fois pour l'exploitation du gaz naturel de mer de Chine orientale (qui comprend, outre celui de Shirakaba, trois autres champs gaziers), élément stratégique pour ses deux pays largement dépendants des importations en matière d'hydrocarbures, mais aussi sur le tracé de la frontière séparant leurs eaux territoriales respectives.
Il s'est également rapproché de la Russie, envisageant même l'ouverture de négociations en vue de la signature d'un traité de paix qui règlerait notamment le différend territorial entre les deux pays au sujet des îles Kouriles, prises par l'Armée rouge en 1945 mais dont l'incorporation à la Russie a toujours été contestée depuis par le Japon.

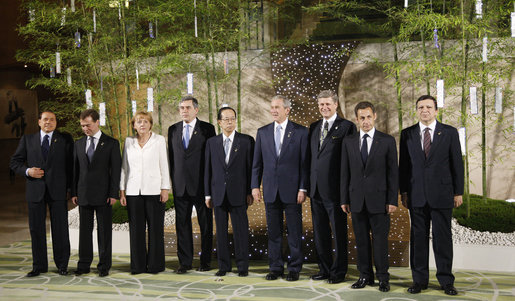
« Photographie de famille » des dirigeants du G8 lors du sommet de Tōyako

S'il a maintenu la ligne traditionnelle pro-américaine de la diplomatie japonaise, il est toutefois l'un des premiers dirigeants de ce pays à s'être montré sceptique sur la manière dont est conduite par Washington « la guerre contre le terrorisme » en raison des effets collatéraux sur les populations civiles qu’elle provoque.
Il a été chargé d'autre part d'organiser le sommet 2008 du G8, qui s'est tenu du 7 au 9 juillet à Tōyako sur l'île d'Hokkaidō. Il a fait alors du réchauffement climatique l'une de ses priorités dans le cadre de cette présidence et veut ainsi établir de nouveaux objectifs de réduction des gaz à effets de serre après la conclusion du Protocole de Kyōto qui doit aboutir en 2012. Il s'est fixé pour objectif de baisser les émissions japonaises de 60 à 80 % d'ici 2050, et défend une « approche sectorielle » des résultats qui pour lui doivent plutôt être évalués dans chaque domaine économique plutôt que de fixer des quotas nationaux. L'autre grand dossier qu'il souhaite défendre lors de ce sommet concerne l'augmentation de l'aide au développement au continent africain, fortement touché par la crise alimentaire, ses propositions en la matière ayant été détaillées lors de la IVe Conférence internationale de Tokyo sur le développement de l'Afrique (TICAD IV) qui s'est tenue à Yokohama du 28 au 30 mai 2008. Il a notamment annoncé le doublement de l'aide officielle au développement allouée par le Japon aux pays africains d'ici 5 ans[source insuffisante].

##### Politique intérieure
Le mandat de Yasuo Fukuda correspond à l'aboutissement de certaines réformes engagées sous ceux de Jun'ichirō Koizumi ou Shinzō Abe, notamment la privatisation de la poste qui est finalisée avec la création le 1er octobre 2007 de la Japan Post Holdings. La réforme du système éducatif, initiée en 2006, connaît également une avancée importante puisque le Conseil pour une refonte du système éducatif a remis son rapport définitif le 31 janvier 2008.
Mais le nouveau gouvernement s'est également attaché à la réduction des inégalités que ses opposants disent être nées des réformes néo-libérales de Koizumi. Il a ainsi pris des mesures visant à défendre la sécurité et le pouvoir d'achat des consommateurs, comme le renforcement des normes antisismiques ou des contrôles sur les sociétés de crédit à la consommation. Il a hérité de plusieurs scandales ayant éclaté sous le gouvernement précédent, le plus important restant celui des dossiers de retraite, 65 millions de dossiers de cotisations et de droits à la retraite de particuliers ayant été égarés par l'Agence d'assurance sociale.
Un nombre record de condamnés à mort sont exécutés sous son administration.

##### Blocage institutionnel et impopularité
Du fait du contrôle par l'opposition de la Chambre des Conseillers, tous les projets de loi sont alors systématiquement adoptés par la Chambre des représentants puis rejetés par la Chambre des conseillers, poussant le gouvernement soit à retirer le texte soit à le faire passer en force en le faisant voter une nouvelle et dernière fois par la chambre basse. Ce fut le cas notamment pour la loi autorisant le renouvellement de la mission dans l'Océan Indien des forces navales d'auto-défense japonaises afin de participer au ravitaillement de la coalition internationale engagée en Afghanistan ou pour faire adopter la réforme du système de santé publique. Considérée comme une priorité dans un Japon vieillissant (les plus de 65 ans représentent ainsi environ 20 % de la population totale, et plus particulièrement les plus de 75 ans qui en constituent pratiquement un dixième) et en pleine chute démographique (depuis 2005, du fait d'une forte dénatalité, la population japonaise ne cesse de diminuer) où, selon les dernières projections annoncées par le gouvernement, les plus de 75 ans devraient atteindre près du quart de la population (qui ne serait plus alors que de 90 millions d'habitants) d'ici 2050, cette réforme n'en est pas moins très impopulaire car elle augmente les cotisations sociales des plus de 75 ans dans un contexte marqué par le scandale de la perte des dossiers de retraite.
D'un autre côté, cette relative paralysie parlementaire entraîne la mise entre parenthèses d'autres réformes importantes et attendues, comme la limitation de l'endettement de l'État.
À ce que le gouvernement qualifie d'obstruction de la part de l'opposition s'ajoute également un manque de recherche du consensus avec cette dernière de la part de la majorité. Ainsi, lorsque la chambre haute refuse le candidat proposé par le Cabinet pour devenir le nouveau gouverneur de la Banque du Japon en raison de son appartenance au ministère des Finances, le gouvernement réplique en avançant un autre nom mais lui aussi issu de ce département ministériel. Il s'ensuit donc une paralysie, entraînant une remise en cause dans leurs propres camps aussi bien du Premier ministre que du leader de l'opposition Ichirō Ozawa (lui-même partisan d'un gouvernement de grande-coalition avec l'actuelle majorité). En effet, certains caciques du PLD souhaiteraient changer de leader avant les élections générales de 2009 tandis que le PDJ appelle quant à lui à la tenue d'élections anticipées.
De plus, le gouvernement de Yasuo Fukuda a dû faire face à plusieurs scandales (outre ceux hérités du Cabinet Abe) dont le plus important reste celui causé par la collision, le 19 février 2008, entre un destroyer de la marine japonaise, l'Atago, récemment armé et mis en service, et un bateau de pêche dont les membres d'équipage, un père et son fils, n'ont pas été retrouvés. La mauvaise gestion de cette affaire par le ministère de la Défense et surtout ses nombreuses déclarations contradictoires pour se justifier ont poussé alors l'opposition à appeler le ministre de la Défense, Shigeru Ishiba, à démissionner.
Tout cela a rendu le gouvernement et Yasuo Fukuda, dont on critique surtout le manque de charisme, assez impopulaire. Si son taux de satisfaction dans l'opinion publique passe sous la barre des 50 % assez tardivement, à savoir seulement fin mars 2008 lorsqu'un sondage de l'agence Kyodo le crédite alors de 50,6 % d'insatisfaits, sa chute s'est ensuite accélérée et sa cote tourne en avril autour des 30 % pour s'approcher le mois suivant des 20 %.
Le 5 juin 2008, le PDJ a introduit une motion de censure contre le Cabinet Fukuda, initiative soutenue par les deux autres principaux partis d'opposition, le Parti social-démocrate et le Parti communiste. De ce fait, elle a été votée, sans grande surprise, par la Chambre des conseillers le 11 juin, par 131 voix contre 105. Bien que cette censure soit alors purement symbolique, puisque seule la chambre basse peut renverser le Cabinet, il s'agit cependant d'un sérieux revers pour le gouvernement de Yasuo Fukuda ainsi que pour l'opposition d'une façon de tenter de forcer le Premier ministre, ou tout du moins les ministres les plus controversés (dont le ministre de la Défense Shigeru Ishiba ou le ministre de la Santé, du Travail et du Bien-être Yōichi Masuzoe), à la démission, ou bien à obtenir la tenue d'élections législatives anticipées. Le gouvernement a répliqué en faisant adopter dès le lendemain une motion de confiance à la Chambre des représentants (par 336 voix contre 10, les trois principaux partis d'opposition qui avaient soutenu la censure à la chambre haute ayant refusé de participer à ce vote de confiance dont l'issue ne faisait pas de doute), afin de montrer qu'il continuait, malgré ses difficultés, à avoir le soutien de la majorité, et a confirmé son refus de demander une dissolution de la chambre basse.
Pour résoudre cette crise de confiance, Yasuo Fukuda décide le 1er août 2008 de procéder à un remaniement profond de son Cabinet : sur 17 membres, 13 nouveaux ministres y font leur entrée. Dans le même temps, le poste clé de secrétaire général du PLD (et donc de no 2 du parti) est confié à nouveau à Tarō Asō qui semble une nouvelle fois en piste pour briguer la présidence du mouvement et donc le poste de Premier ministre au cas où Fukuda céderait aux pressions de plus en plus insistantes appelant à sa démission. Il axe alors la politique de son nouveau gouvernement sur le lancement d'un plan d'urgence de 11,7 milliards de yens (73 millions d'euros) pour aider les consommateurs et relancer une économie japonaise particulièrement affaiblie, menacée par la récession (le PIB de l'archipel ayant connu une baisse de 0,6 % au second trimestre 2008 par rapport au premier) et fortement touchée par l'inflation (avec un indice des prix à la consommation, hors produits frais périssables, à 2,4 % en juillet, soit le plus fort taux depuis 1997 et l'époque de la crise asiatique), notamment du fait de la hausse du prix du baril de pétrole alors que le Japon est largement dépendant des importations dans le domaine énergétique.
Pourtant, ce plan de relance ne permet pas au gouvernement de regagner la confiance de la population. Finalement, Yasuo Fukuda annonce sa démission le 1er septembre 2008, moins d'un an après son accession au poste de Premier ministre et à quelques semaines de la rentrée parlementaire. Il a continué toutefois de diriger son gouvernement jusqu'au 24 septembre 2008, date à laquelle Tarō Asō, devenu président du PLD le 22, a été élu par la Chambre des représentants pour lui succéder.

#### Après son départ du pouvoir (depuis 2008)

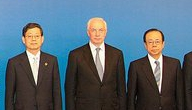
Yasuo Fukuda lors de la conférence annuelle du Forum Boao pour l'Asie, le 15 avril 2011

Yasuo Fukuda reste actif sur la scène internationale. Il adhère, après sa démission du poste de Premier ministre, au InterAction Council (IAC), organisation internationale indépendante fondée par son père en 1983 et réunissant d'anciens chefs d'État ou de gouvernement désirant mobiliser leur expérience et leurs contacts internationaux pour émettre des recommandations et promouvoir des actions de coopération dans le monde. Il est chargé de plusieurs missions de représentations officielles par le gouvernement Asō, et accompagne notamment l'empereur et l'impératrice lors de leurs voyages officiels au Canada et à Hawaï en juillet 2009.
Lors des élections législatives japonaises du 30 août 2009 (marquées par une nette victoire du PDJ contre la majorité sortante), Yasuo Fukuda est réélu dans son 4e district de la préfecture de Gunma, mais avec une avance moins nette que lors des précédents scrutins. Il obtient ainsi 103 852 voix et 51,9 % des suffrages exprimés, contre 91 904 votes et 45,9 % à la candidate démocrate, l'ancienne cadre de la chaîne Fuji TV Yukiko Miyake.
En avril 2010, il succède à l'ancien président des Philippines Fidel Ramos en tant que secrétaire général du Forum Boao pour l'Asie (voulu comme un équivalent pour l'Asie du Forum économique mondial),.
Il annonce en septembre 2012 qu'il ne se représentera pas aux prochaines élections législatives, dont la date est finalement fixée au 16 décembre 2012. Son mandat prend donc fin lorsque la Chambre des représentants est dissoute le 16 novembre 2012. Son fils Tatsuo Fukuda est investi par le PLD pour lui succéder dans sa circonscription et est élu.

## Opinion et controverses
Contrairement aux précédents Premiers ministres Koizumi et Abe et à son rival le nationaliste Tarō Asō, Yasuo Fukuda fait partie des « modérés » de son parti. Il refusera de se rendre au controversé sanctuaire de Yasukuni (où est honorée la mémoire des soldats morts pour le Japon, dont notamment des criminels de guerre) et adopte une ligne plus souple, de conciliation avec la Corée du Sud et la république populaire de Chine,.
Il est plutôt considéré comme un « homme de l'ombre » dans le milieu politique, travaillant dans les coulisses du pouvoir et refusant la médiatisation, ainsi il est moins connu du grand public ou des médias que son rival Asō.
Il aurait d'ailleurs déclaré dans la grande salle des correspondants étrangers, alors qu'il menait campagne : « Il y a une semaine je n'aurais jamais cru que je me retrouverais ici ».
Il est aussi connu pour s'être attiré les foudres des députées femmes en déclarant de façon informelle aux journalistes, alors qu'il était secrétaire général du gouvernement, que « certaines femmes cherchaient à se faire violer en s'habillant de manière provocante».

## Famille

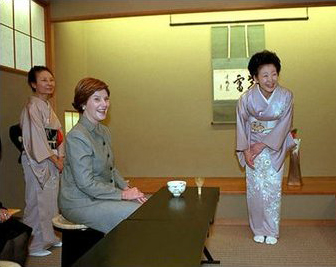
Kiyoko Fukuda, en kimono et saluant, avec la première dame américaine Laura Bush lors d'une cérémonie du thé au palais d'Akasaka, le 18 février 2002

Il a épousé en 1966 Kiyoko Mine (嶺貴 代子, Mine Kiyoko). Née en 1944 à Tokyo, elle a étudié la psychologie à l'université Keiō et a été un temps hôtesse de l'air. Elle est la fille de l'homme d'affaires Komao Mine mais surtout, par sa mère Yoshiko Sakurauchi, elle est la petite-fille de l'homme politique Yukio Sakurauchi (qui fut membre de la Chambre des représentants pour un district de la préfecture de Shimane et qui fut ministre des Finances avant la guerre), la nièce de Kimio Sakurauchi (ancien président de la Chugoku Electric Power Company Inc.) et de Yoshio Sakurauchi (qui fut président de la Chambre des représentants du 27 février 1990 au 18 juin 1993)[réf. souhaitée].
Son fils, Tatsuo Fukuda (福田 達夫, Fukuda Tatsuo), a également été son secrétaire particulier, ce qui a très tôt laissé à penser qu'il s'engagerait à son tour plus tard dans une carrière politique. Il est effectivement investi comme candidat par le PLD dans le 4e district de la préfecture de Gunma, la circonscription de son père, après que celui-ci a décidé de ne pas se représenter lors des élections législatives du 16 décembre 2012, et est élu avec 93 220 voix (55,7 %).
Sa sœur Masako (福田 和子, Fukuda Masako) a épousé Michio Ochi (越智 通雄, Ochi Michio) qui a lui aussi été élu à la Chambre des représentants du Japon pour le 6e district électoral de Tokyo de 1974 à 1996 ainsi que secrétaire à la planification économique de juin à août 1989 et de décembre 1990 à novembre 1991 et enfin président de la Commission de reconstruction financière d'octobre 1999 à février 2000. Leur fils aîné, Takao Ochi (越智 隆雄, Ochi Takao), est membre de la Chambre des représentants pour le 6e district électoral de Tokyo de 2005 à 2009 et depuis 2012.